# 佐藤俊一 (法学者)
佐藤 俊一(さとう しゅんいち、1943年7月19日 - )は東洋大学法学部第一部企業法学科教授（政治学、地域政治論）、山形県鶴岡市出身。

## 経歴
1967年に中央大学法学部法律学科から同大学院法学研究科（政治学）に進み、1973年に博士課程修了。1974年から1992年まで同大学法学部の非常勤講師を勤め、1995年から1997年までは群馬大学短期大学部助教授、1998年に母校の教養部教授を経て、同年に東洋大学法学部第一部企業法学科教授となる。それ以外にも1988年から2000年まで日本地方自治学会の理事と年報編集委員を
1992年から1年間、日本行政学会企画委員を務めた。

## 著書
- 『戦後期の地方自治』緑風出版、1985年9月。ISBN 978-4-8461-8519-0。
- 『現代都市政治理論―西欧から日本へのオデュッセア』三嶺書房、1988年5月。ISBN 978-4-9149-0675-7。